# Fakulteta islamskih ved v Sarajevu
Fakulteta islamskih ved v Sarajevu (izvirno bosansko Fakultet islamskih nauka u Sarajevu), s sedežem v Sarajevu, je najstarejša islamska fakulteta v Jugovzhodni Evropi. Ustanovljena je bila leta 1977 kot Islamska teološka fakulteta v Sarajevu (Islamski teološki fakultet u Sarajevu).